# Mongoloraphidia (Kirgisoraphidia) mazeppa
Mongoloraphidia (Kirgisoraphidia) mazeppa is een kameelhalsvliegensoort uit de familie van de Raphidiidae. De soort komt voor in Kazachstan, Kirgizië en Oezbekistan.
Mongoloraphidia (Kirgisoraphidia) mazeppa werd voor het eerst wetenschappelijk beschreven door H. Aspöck & U. Aspöck in 1972.